# Теорема ван Обеля про чотирикутник
Теорема ван Обеля (van Aubel або van Obel) — теорема фламандського математика ван Обеля (Henricus Hubertus van Aubel), доведена 1878 року.
Є окремим випадком теореми Петра — Дугласа — Неймана, а зі самої теореми ван Обеля випливає теорема Тебо.

## Формулювання

Теорему можна застосувати до чотирикутників, що самоперетинаються

Якщо на сторонах довільного чотирикутника без самоперетинів побудувати зовні квадрати і з'єднати центри протилежних, то отримані відрізки будуть рівними і перпендикулярними.